# McTelvin Agim
(en) Statistiques sur pro-football-reference
McTelvin Agim, né le 25 septembre 1997 à Texarkana au Texas, est un joueur américain de football américain évoluant au poste de defensive end. Il joue avec la franchise des Broncos de Denver en National Football League (NFL).

## Biographie

### Carrière universitaire
Étudiant à l'université de l'Arkansas, il a joué avec les Razorbacks de 2016 à 2019.

### Carrière professionnelle
Il est sélectionné au troisième tour, 95e rang au total, par les Broncos de Denver lors de la draft 2020 de la NFL. Les Broncos ont acquis le choix après avoir échangé le wide receiver Emmanuel Sanders aux 49ers de San Francisco. Avant sa saison recrue dans la NFL, Agim décide de porter le numéro 95 en référence à son rang de sélection durant la draft.